# Resolució 2435 del Consell de Seguretat de les Nacions Unides
La Resolució 2435 del Consell de Seguretat de les Nacions Unides fou adoptada per unanimitat el 13 de setembre de 2018. Després d'examinar les resolucions 2366 i 2367 (2017), el Consell va acordar ampliar el mandat de la Missió de Verificació de les Nacions Unides a Colòmbia fins al setembre de 2019.